# Best Friend (西野カナの曲)
「Best Friend」（ベスト・フレンド）は、日本のポップ歌手西野カナの9枚目のシングル。2010年2月24日にSME Recordsから発売された。

## 概要
前作「Dear…/MAYBE」から約2ヶ月半ぶりのシングル。
前作同様、NTTドコモ「ガンバレ受験生」キャンペーンソング第2弾。友人に向けて製作した楽曲で、プライベート及び音楽関係の友人への想いを綴った楽曲となっている。
初回限定仕様には、西野カナ・オリジナルフォトシールが封入され、初回限定ジャケットとなっている。
ミュージック・ビデオには、前シングル『Dear…』に出演していた3人の女子高生モデル（草刈麻有、相葉香凛、臼井千晶）が再び起用している事から、前作のMVと繋がっている。今作のロケ地は、神奈川県横浜市、横浜中華街などが出て来る。
CDTVでは、自身の私服が飾られたセットでこの曲が披露された。本作で自身初となるオリコントップ3入りを記録した。
表題曲で、2010年12月31日放送の第61回NHK紅白歌合戦に初出場を果たした。

## 収録曲
| #         | タイトル           | 作詞                                        | 作曲                                           | 編曲                          | 時間  |
| --------- | ------------------ | ------------------------------------------- | ---------------------------------------------- | ----------------------------- | ----- |
| 1.        | 「Best Friend」    | Kana Nishino                                | GIORGIO CANCEMI                                | GIORGIO CANCEMI               | 5:20  |
| 2.        | 「ONE WAY LOVE」   | Kana Nishino                                | HIRO(Digz,inc)                                 | HIRO(Digz,inc)                | 4:05  |
| 3.        | 「今夜はPARTY UP」 | Kana Nishino、DJ Mass (VIVID Neon*)、HIRO;N | DJ Mass(VIVID Neon*)、The Intelligents、HIRO;N | VIVID Neon*、The Intelligents | 4:26  |
| 合計時間: | 合計時間:          | 合計時間:                                   | 合計時間:                                      | 合計時間:                     | 13:51 |

## タイアップ
| 曲名        | タイアップ                                                          |
| ----------- | ------------------------------------------------------------------- |
| Best Friend | NTTドコモ「ガンバレ受験生'09-'10」公式キャンペーン・ソング          |
| Best Friend | 日本テレビ系『音楽戦士 MUSIC FIGHTER』2010年2月度オープニングテーマ |

## 収録アルバム
Best Friend
- to LOVE
- Love Collection 〜pink〜
- ALL TIME BEST 〜Love Collection 15th Anniversary〜

ONE WAY LOVE
- Secret Collection 〜GREEN〜